# 국제일반명
국제일반명(國際一般名, International Nonproprietary Name, INN, rINN, pINN)은 세계보건기구(WHO)가 규정한 의약 물질에 주어지는 공식적인 비독점 명칭이다
1950년 WHO에 의해 채택된 후 1953년 첫번째 INN 리스트가 발표되었으며 2017년 말까지 9300여개의 INN이 발표되었다.
INN의 목적은 보건의료인 상호간, 또는 의약품의 개발과 제조, 유통, 사용에 관여하는 모든 사람들간에 의사소통을 원만하게 하며 동일한 의약품에 대하여 상이한 명칭을 사용함으로써 또는 상이한 의약품에 대하여 유사한 명칭을 사용함으로써 유발되는 Medication Error를 최소화하기 위한 것이다.
INN의 특징은 약리활성 성분을 Stem으로 나타내어 INN을 보면 그 물질이 어떤 약리활성을 가지고 있는지 짐작할 수 있다.
예를 들면 -dipine은 칼슘길항제로서 혈관확장작용을 나타내는 약물(예: Amlodipine, Felodipine 등)이며 -pril은 ACE-inhibitor(예: Ramipril, Enalapril 등)임을 나타낸다. 
WHO의 INN정책의 핵심은 제네릭 의약품의 허가시 그 명칭을 [INN+제조사]의 형태로 할 것을 권고하고 있다.
INN은 유럽을 중심으로 많은 국가들이 참여하고 있으며 일부 국가는 INN을 기반으로 하면서도 자국의 여건에 맞는 독자적인 명명체계를 제정하기도 하는데 예를 들면 미국의 USAN, 영국의 BAN, 일본의 JAN 등이 그것이다.
최근들어 의약품에 대한 규제조화의 국제적 공조가 강화되고 보건의료시장의 국제화가 이루어지면서 INN의 중요성은 더욱 커지고 있으며 대한민국도 이미 2003년도에 INN에 기반하여 의약품명명법 가이드라인을 공표한 바 있다.
WHO는 INN 이름을 영어, 라틴어, 프랑스어, 러시아어, 스페인어, 아랍어, 중국어 버전으로 발행한다.

## 이름 표준 비교
| INN:               | 파라세타몰(paracetamol)                                                                                     |
| 영국승인명 (BAN):  | 파라세타몰(paracetamol)                                                                                     |
| 미국채택명 (USAN): | 아세트아미노펜(acetaminophen)                                                                               |
| 기타 일반명:       | N-acetyl-p-aminophenol, APAP, p-acetamidophenol, acetamol, ...                                              |
| 사유 이름:         | 타이레놀(Tylenol), Panadol, Panamax, Perdolan, Calpol, Doliprane, Tachipirina, Ben-u-ron, Atasol, Adol, ... |
| IUPAC 이름:        | N-(4-hydroxyphenyl)acetamide                                                                                |

## 같이 보기
- 복제약
- 미국 채택명